# Región de Dresde
La región de Dresde (en alemán: Regierungsbezirk Dresden) es una de las tres regiones administrativas (Regierungsbezirke) en que se divide el estado federado alemán de Sajonia (Sachsen). Se encuentra en la parte oriental del mismo y se constituyó por una resolución alcanzada por el Gobierno de Sajonia entre el 27 de noviembre de 1990 y el 1 de enero de 1991.

## Historia
Ya desde mediados del siglo XIX existían en el Reino de Sajonia unas entidades de administración pública (llamadas según la época Kreisdirektionen o Kreishauptmannschaften), cuyas fronteras fueron cambiando en repetidas ocasiones a lo largo de la Historia. El origen de la región administrativa de Dresde se remonta a las Kreishauptmannschaften de Bautzen y Dresde, que se unieron en 1932. Durante el Tercer Reich, dichos organismos fueron rebautizados como Regierungsbezirke. Tras la II Guerra Mundial se hacía necesario restablecer las regiones administrativas, pero tal pretensión se desechó en 1947. Tras la disolución en 1952 de los Länder en la antigua República Democrática Alemana, se estableció una división administrativa que otorgaba a las regiones competencias muy similares a las de los actuales Regierungsbezirke.
No fue hasta 1990 con la recuperación del Bundesland de Sajonia cuando se pudieron volver a formar los Regierungsbezirke. El que abarca el Este de Sajonia se llama desde entonces Regierungsbezirk Dresden.

## Composición de la región
210 municipios en 8 distritos y 3 áreas metropolitanas independientes.
| Distritos | Ciudades independientes             |
| --- | ----------------------------------- |
| 1. Alta Lusacia-Baja Silesia 2. Bautzen 3. Kamenz 4. Löbau-Zittau 5. Meißen 6. Riesa-Großenhain 7. Suiza Sajona 8. Weißeritz | 1. Dresde 2. Görlitz 3. Hoyerswerda |